# Marina 101
Il Marina 101 è grattacielo di 101 piani e alto 425 metri situato a Dubai Marina, quartiere di Dubai, città degli Emirati Arabi Uniti. 
Pre-inaugurato ufficialmente nel 2016, è stato in seguito completato alla fine del 2017. L'edificio è stato progettato dal National Engineering Bureau e la costruzione è stata realizzata dall'azienda di costruzioni turca TAV Construction.